# Applicazione multilineare
In algebra lineare, una applicazione multilineare è una funzione che generalizza il concetto di applicazione lineare a più variabili. Esempi classici di applicazioni multilineari sono:
- una applicazione lineare,
- il determinante e la traccia,
- un prodotto scalare o una più generale forma bilineare.

Le applicazioni multilineari sono anche alla base della definizione di tensore e forma differenziale, e sono quindi molto usate in topologia differenziale nello studio delle varietà differenziabili. Hanno in particolare importanti applicazioni in fisica, specialmente in relatività generale.
Sono sinonimi i termini funzione e mappa multilineare.

## Definizione e notazioni
Dati {\displaystyle n+1} spazi vettoriali {\displaystyle V_{1},\ldots ,V_{n}} e {\displaystyle W} sullo stesso campo {\displaystyle K}, una applicazione multilineare è una funzione
{\displaystyle f:V_{1}\times \ldots \times V_{n}\to W,}
che associa a {\displaystyle n} vettori {\displaystyle v_{1},\ldots ,v_{n}} rispettivamente di {\displaystyle V_{1},\ldots ,V_{n}} un vettore {\displaystyle f(v_{1},\ldots ,v_{n})} che sia lineare in ogni componente. Deve cioè valere la relazione
{\displaystyle f(v_{1},\dots ,v_{i-1},\lambda v_{i}+\mu v'_{i},v_{i+1},\dots ,v_{n})=\lambda f(v_{1},\dots ,v_{n})+\mu f(v_{1},\dots ,v'_{i},\dots ,v_{n}),}
per ogni componente {\displaystyle i}, per ogni n-pla di vettori {\displaystyle v_{1},\ldots ,v_{n}}, per ogni {\displaystyle v_{i},v'_{i}\in V_{i}}, e per ogni coppia di scalari {\displaystyle \mu ,\lambda \in K}. In altre parole, tenendo fisse tutte le variabili tranne la {\displaystyle i}-esima si ottiene una applicazione lineare.
Se è necessario evidenziare il valore {\displaystyle n}, si parla di applicazioni {\displaystyle n}-lineari.
Se lo spazio {\displaystyle W} è il campo base {\displaystyle K}, allora l'applicazione si dice forma multilineare.
Se gli spazi vettoriali {\displaystyle V_{1},\ldots ,V_{n}} sono tutti uguali fra loro, cioè:
{\displaystyle V_{1}=\ldots =V_{n}=V}
il loro prodotto cartesiano si indica anche con {\displaystyle V^{n}}.
L'insieme delle applicazioni {\displaystyle n}-lineari da {\displaystyle V_{1}\times \ldots \times V_{n}} a {\displaystyle K} si indica con {\displaystyle L^{n}(V_{1}\times \ldots \times V_{n},K)} e si dimostra essere uno spazio vettoriale.

## Esempi
Una applicazione multilineare 
{\displaystyle f:V^{n}\to K}
è una applicazione lineare se {\displaystyle n=1} e una forma bilineare se {\displaystyle n=2}.
Il determinante di una matrice quadrata {\displaystyle n\times n} a elementi in {\displaystyle K} è una applicazione multilineare 
{\displaystyle f:K^{n}\times \dots \times K^{n}\to K}
che associa agli {\displaystyle n} vettori colonna della matrice uno scalare. Anche la traccia è un'applicazione multilineare di questo tipo.

## Forme multilineari antisimmetriche
Una applicazione multilineare è alternante se si annulla quando un vettore viene ripetuto:
{\displaystyle f(\ldots ,v,\ldots ,v,\ldots )=0}
Ad esempio, {\displaystyle f(v_{1},\ldots ,v_{k})=0} quando i vettori {\displaystyle v_{1},\ldots ,v_{k}} non sono tutti distinti.
In generale, {\displaystyle f(v_{1},\ldots ,v_{k})=0} ogni volta che i {\displaystyle v_{i}} sono linearmente dipendenti.
Una applicazione multilineare è antisimmetrica se lo scambio di due vettori ha come effetto un cambiamento di segno:
{\displaystyle f(v_{1},\ldots ,v_{i},\ldots ,v_{j},\ldots ,v_{k})=-f(v_{1},\ldots ,v_{j},\ldots ,v_{i},\ldots ,v_{k}).}
Se {\displaystyle K} è un campo di caratteristica diversa da due (ad esempio, se è il campo dei numeri reali o complessi), i due concetti coincidono: una forma è alternante se e solo se è antisimmetrica.
Il determinante è una funzione multilineare antisimmetrica. Si tratta di un esempio fondamentale: se {\displaystyle V=K^{n}}, il determinante è l'unica forma multilineare antisimmetrica
{\displaystyle f:V^{n}\to K}
che vale {\displaystyle f(e_{1},\ldots ,e_{n})=1} sulla base canonica di {\displaystyle K^{n}}.

## Riduzione della multilinearità alla linearità
L'insieme {\displaystyle L^{n}(V_{1}\times \ldots \times V_{n},K)} delle applicazioni n-lineari da {\displaystyle V_{1}\times \ldots \times V_{n}} a {\displaystyle K} è uno spazio vettoriale, poiché la somma e il prodotto in {\displaystyle K} inducono in esso una somma e un prodotto per scalari. Tuttavia, lo spazio vettoriale {\displaystyle L^{n}(V_{1}\times \ldots \times V_{n},K)} non può essere considerato, in generale, il duale di uno spazio vettoriale.
D'altra parte poter ricondurre una applicazione multilineare ad una applicazione lineare consentirebbe di utilizzare anche per le applicazioni multilineari tutta l'algebra degli spazi duali, che costituisce un'importante struttura algebrica. Per ottenere questo scopo occorre definire uno spazio vettoriale {\displaystyle W} nel quale si possa "immergere" l'insieme {\displaystyle V_{1}\times \ldots \times V_{n}}, e tale che ogni applicazione {\displaystyle n}-lineare da {\displaystyle V_{1}\times V_{2}\times \ldots \times V_{n}} a {\displaystyle K} induca un'unica applicazione lineare da {\displaystyle W} a {\displaystyle K}.
Un tale spazio {\displaystyle W} si può costruire introducendo il concetto di prodotto tensoriale fra spazi vettoriali e fra vettori, dopodiché lo spazio vettoriale {\displaystyle W} cercato risulta essere il prodotto tensoriale degli spazi, cioè {\displaystyle V_{1}\otimes \ldots \otimes V_{n}}.